# Čalma
Čalma (ćir.: Чалма) je naselje u općini Srijemska Mitrovica u Srijemskom okrugu u Vojvodini.

## Stanovništvo
U naselju Čalma živi 1.675 stanovnika, od čega 1.361 punoljetan stanovnika s prosječnom starosti od 41,0 godina (39,9 kod muškaraca i 42,1 kod žena). U naselju ima 520 domaćinstva, a prosječan broj članova po domaćinstvu je 3,22.
Prema popisu stanovništva iz 1931. godine naselje je imalo 1683 stanovnika, od toga 893 Srba i 633 Nijemaca. Poslije Drugog svjetskog rata njemačko stanovništvo je protjerano, a u njihove kuće doseljeni su Srbi iz Bosne.
Prema popisu iz 1991. godine u naselju je živjelo 1.776 stanovnika.
| Etnički sastav 2002. |            |        |
| Narod                | Stanovnika |        |
| Srbi                 | 1.634      | 97,55% |
| Hrvati               | 14         | 0,83%  |
| Jugoslaveni          | 5          | 0,29%  |
| Ukrajinci            | 4          | 0,23%  |
| Slovaci              | 4          | 0,23%  |
| Crnogorci            | 2          | 0,11%  |
| Rusini               | 1          | 0,05%  |
| Albanci              | 1          | 0,05%  |
| nepoznato            | 8          | 0,47%  |

| broj stanovnika | 1210  | 1274  | 1704  | 1787  | 1855  | 1776  | 1675  |
|                 | 1948. | 1953. | 1961. | 1971. | 1981. | 1991. | 2001. |

## Vanjske poveznice
- Karte, položaj vremenska prognoza
- Satelitska snimka naselja